# Falschgeldkriminalität
Unter Falschgeldkriminalität werden sämtliche Straftaten zusammengefasst, die im Zusammenhang mit der Fälschung von Banknoten oder Münzen stehen.

## Allgemeines
Diese Art der Kriminalität verwirklicht den Tatbestand der Herstellung und des Inverkehrbringens von Falschgeld. Entsprechende Strafnormen sind § 146 StGB (Geldfälschung), § 147 StGB (Inverkehrbringen von Falschgeld) und § 149 StGB (Vorbereiten von Fälschen von Geld), was gemäß § 152 StGB auch auf Geld eines fremden Währungsgebietes (Fremdwährung) anzuwenden und ein Bezug zur Fälschung von Banknoten oder Münzen erkennbar ist. Einen engen Zusammenhang weisen diese Strafrechtsnormen zu anderen Rechtsnormen auf wie die unbefugte Ausgabe und Verwendung von Geldzeichen (§ 35 BBankG), das unbefugte Herstellen oder Verbreiten von Medaillen oder außer Kurs gesetzter Münzen (§ 11 MünzG und § 5 MedaillenV) oder der Missbrauch staatlicher oder staatlich geschützter Zeichen (§§ 127 und § 128 OWiG).

### Wert der Falsifikate und Anzahl der Delikte
Mit rund 5 Millionen Euro hat der Nennwert der in Deutschland 2012 registrierten Falschnoten gegenüber 2011 (rd. 6,5 Mio. Euro) abgenommen, „was mit dem deutlichen Rückgang bei den Fälschungen bei den 500- (-42,4 %) und den 200-Euro-Noten (-17 %) zu erklären sein dürfte“.:4.
„Im Vergleich zum Umfang der in Deutschland im Umlauf befindlichen Banknoten (ca. 6,8 Milliarden Stücke) ist“ gemäß Bundeskriminalamt (BKA) „die Anzahl von knapp 60.000 sichergestellten Falsifikaten sehr gering.“:4.
In Deutschland wurden im Jahr 2012 ca. 36.600 Falschgelddelikten polizeilich registriert; das entspricht einer Zunahme von fast 7 %. Dabei handelt es sich in rund 34.800 Fällen um die Herstellung und Verbreitung von Euro-Fälschungen. Die übrigen Fälle betreffen Fälschungen von Fremdwährungen.
Falschgeldkriminalität verursacht laut BKA „keine signifikanten finanziellen Schäden.  Sie kann allerdings zur Verunsicherung der Öffentlichkeit beitragen und das Vertrauen der Bevölkerung in die Sicherheit des Bargeldverkehrs beeinträchtigen.“:7.

### Anzahl, Art und Anteil der Falsifikate
Die Falschgelddelikte (§ 146 § 146 ff. StGB) betrafen 2012 59.611 falsche Euro-Banknoten. Gegenüber dem Vorjahr (54.427) ist das ein Anstieg um 9 %.
Am häufigsten gefälscht wurden die 20-Euro-Banknoten (22.472) mit einem Anteil von knapp 40 % und die 50-Euro-Banknoten (20.453) mit einem Anteil von circa 34 % an der Gesamtzahl der entdeckten gefälschten Euro-Noten. Im Vergleich zum Vorjahr eine Steigerung um rund das Doppelte bzw. um 77 %. Die Fallzahlen im Bereich der Fälschung von 20-Euro-Banknoten sind 2012 (22.472) im Vergleich zum Vorjahr um rund das Doppelte, der 20-Euro-Noten um rd. 77 % deutlich gestiegen. Dagegen sind Fallzahlen im Bereich der Fälschung von 500-Euro-Noten um 42,4 % und von 200-Euro-Noten um 17 % gesunken. Das BKA führt das zurück „auf die vermehrten Prüfungen hoher Nennwerte mittels Banknotenprüfgeräten und zum anderen mit dem Rückgang sog. „Souvenirbanknoten“ zurückzuführen“, die „in Russland und der Ukraine in Souvenirshops erhältlich“ sind und „trotz geringer Qualität 2011 vermehrt in den Zahlungsverkehr“ gelangten.:4.
Wenn es sich auch nur um eine geringe Fallzahl (1.397) handelt, ist doch die Zunahme der 10-Euro-Noten von 70 % bemerkenswert.
Auch das Aufkommen falscher Euro-Münzen (2012: 51.888) war im Vergleich zum Vorjahr (52.723) um rund 2 Prozent geringer. Der Anteil der Falschmünzen an der Gesamtzahl der Falsifikate beträgt wie im Vorjahr 2 %. Bei der Mehrzahl (78 %) handelte es sich um 2-Euro-Falschmünzen.

### Entdeckung
2012 wurden in den Bundesländern Nordrhein-Westfalen, Berlin und Bayern mehr als die Hälfte aller Falschgelddelikte festgestellt:2.
Da die Mehrzahl der Fälschungen von Privatpersonen nicht erkannt wird, wurden auch 2012 die gefälschten Euro-Banknoten bei Banken, im Handel und Gewerbe sowie bei der Deutschen Bundesbank und deren Filialen als falsch erkannt und angehalten.
Ein kleinerer Teil der entdeckten Falsifikate, speziell der 50-Euro-Noten, ist der zunehmenden Ausstattung des Einzelhandels mit elektronischen Banknoten-Prüfgeräten zu verdanken sowie auf die weit verbreiteten Spezialstifte zum Erkennen gefälschter Banknoten.
Erst im Rahmen der Geldbearbeitung bei privaten Geldbearbeitungsunternehmen oder der Deutschen Bundesbank wurde der größte Teil der Falschmünzen wurde festgestellt. Gemäß BKA waren die „verausgabten Münzfalsifikate häufig von so guter Qualität, dass sie ohne Zuhilfenahme technischer Mittel nur schwer zu erkennen sind“.

## Falschgeldkriminalität in der EU

### Euro-Falsifikataufkommen in Europa 2012
Im Jahr 2012 wurden bei der Europäischen Zentralbank (EZB) 601.167 falsche Banknoten im Nennwert von circa 37 Mio. Euro (2011 rd. 40 Mio. Euro) registriert. Im Vergleich zum Jahr 2011 (667.417) nahm das Gesamtaufkommen falscher Euro-Banknoten in den EU-Mitgliedstaaten im Jahr 2012 weiterhin ab, und zwar um 10 % (im Vorjahr um 23 %).
Mit 200.658 registrierten Euro-Falschnoten verzeichnete Frankreich 2012 wie im Vorjahr das höchste Aufkommen an Euro-Falsifikaten unter den EU-Mitgliedstaaten. An zweiter Stelle folgt Italien mit 108.243 angehaltenen Falschnoten. Deutschland rangiert nach Spanien mit 54.427 registrierten Euro-Falschnoten wie 2011 an vierter Stelle; das ist ein Anteil von fast 10 % (2011: 8 %) am europäischen Gesamtaufkommen der insgesamt angehaltenen Banknotenfalsifikate in der EU.:5–6
Der Nennwert der in den Mitgliedstaaten der Europäischen Union registrierten falschen Euro-Banknoten betrug 2012 rund 37 Millionen Euro (2011: 40 Millionen Euro). Dagegen ist der Wert der Euro-Falschmünzen mit rund 92.000 Euro (2011: circa 200.000 Euro) als gering anzusehen.
Da die Fälschungssicherheit von Euro-Scheinen laufend verbessert wird – seit 2012 sind die neuen Banknoten zum Beispiel mit einem Speziallack überzogen – sind die Euromünzen bei den Geldfälschern wieder beliebter geworden. So meldete die EU-Kommission 2012 rund 184.000 Falschmünzen – 17 Prozent mehr als im Jahr zuvor.
Mit der Einführung von europaweiten Mindeststrafen will die Brüsseler Behörde härter gegen Geldfälscher vorgehen. Der Gesetzesvorschlag bedarf noch der Zustimmung von EU-Parlament und EU-Staaten.

### Art der meistgefälschten Nennwerte in der EU
Wie 2011 lag 2012 die 20-Euro-Note bei den in der Europäischen Union registrierten Euro-Falsifikaten mit rund 40 % (2010: 45 %) an erster Stelle. Dagegen hat der Anteil gefälschter 50-Euro-Noten im Vergleich zum Vorjahr (33 %) auf rund 38 % gestiegen. Der Anteil der 100-Euro-Falschnoten mit 14 % im Jahr 2012 ist im Vergleich zu 2011 mit 16 % nur unwesentlich zurückgegangen:6.
2012 war bei den Münzen nach wie vor die Zwei-Euro-Münze mit Abstand am beliebtesten.
In Oberösterreich wurde am 15. Oktober 2023 von der Polizei, einer der bisher größte Fund von Falschgeld-Scheinen in Österreich gemeldet. Einem 20-Jährigen aus dem Bezirk Urfahr-Umgebung wird der Kauf von Falschgeldnoten (10er, 20er, 50er) „über das Internet“ aus China und Frankreich im Nominale von über 600.000 € zur Last gelegt und auch der teilweise Weiterverkauf online. 366.000 € Falschgeld „guter Qualität“ wurden bei Hausdurchsuchungen gefunden. Dem Zoll war eine Sendung aufgefallen, die Polizei ermittelte den Empfänger. Von Anfang 2023 bis in den Sommer wurden in Oberösterreich 400 Falschgelddelikte entdeckt.

## Ausblick
Gemäß BKA haben sich im Jahr 2012 die Erscheinungsformen der Falschgeldkriminalität nicht grundlegend geändert. Es ist anzunehmen, dass nach wie vor qualitativ hochwertige Fälschungen aus Ost- und Südeuropa stammen werden. Bei den im Jahr 2012 im deutschen Zahlungsverkehr angehaltenen Euro-Banknoten handelte es sich überwiegend um international verbreitete Fälschungen.:17. Die Technik der Banknotenfälscher wird immer vollkommener: „Die Abbildungen werden schärfer, die Farbgebung wird besser, und auch bei den Hologrammen ist einiges in Bewegung“, so der Falschgeld-Sachverständige bei der EZB in Frankfurt, Martin Münd.
Wenn auch 2012 ein genereller Rückgang des Falschgeldaufkommens zu verzeichnen war, wird, so das BKA, der Euro, da er als vergleichsweise stabile Währung gilt und weit verbreitet ist, auch zukünftig für Fälscher attraktiv bleiben.
Ähnliches dürfte auch für andere EU-Staaten, speziell Italien, Frankreich und Spanien gelten. Um gemeinsam Strategien gegen Fälschung zu erarbeiten, trafen sich im November 2012 Polizeiangehörige und Juristen aus 22 Ländern in Budapest.